# The Ultimate Fighter: Tournament of Champions Finale
The Ultimate Fighter: Tournament of Champions Finale (también conocido como The Ultimate Fighter 24 Finale) fue un evento de artes marciales mixtas celebrado por Ultimate Fighting Championship el 3 de diciembre de 2016 en el Palms Casino Resort, en Las Vegas, Nevada.

## Historia
El evento fue encabezado por un combate por el Campeonato de Peso Mosca de UFC entre el ex campeón Demetrious Johnson y Tim Elliott, el ganador del torneo de peso mosca de The Ultimate Fighter 24. El ganador de TUF también recibió una motocicleta Harley-Davidson de su elección y un contrato de seis cifras con la UFC.
Además, una pelea de peso mosca entre los entrenadores de la temporada y los ex retadores al título Joseph Benavidez y Henry Cejudo sirvió como evento coestelar.

## Premios extra
Cada peleador recibió un bono de $50,000:
- Pelea de la Noche: Jared Cannonier vs. Ion Cuțelaba
- Actuación de la Noche: Sara McMann y Anthony Smith